# Thelairodes pallidus
Thelairodes pallidus là một loài ruồi trong họ Tachinidae.